# Брачко Петро Петрович
Петро Петрович Брачко (латис. Petras Bračka, рос. Пётр Петрович Брачко; 1894—1938) — радянський партійний діяч. Працював директором Макіївського металургійного заводу, пізніше — директором Нікопольського південнотрубного заводу.

## Життєпис
Народився 1894 року у Валмієрському (Вольмарському) повіті Ліфляндської губернії, латиш. З 1917 року латиський стрілець, член РСДРП, комісар 18-го Латиського полку, потім комісар 4-ї дивізії.
Приїхав до радянського Союзу 1923 року, закінчив Дніпропетровську губернську партшколу, директор заводу «Червоний Профінтерн» у Дніпропетровську. У 1927—1928 працював на металургійному заводі ім. Дзержинського у Дніпродзержинську. Закінчив Промаакадемію у Москві, призначений директором Макіївського металургійного заводу. З 1933 начальник «Нікопольбуду», з 1937 — директор Нікопольського південнотрубного металургійного заводу.
Заарештований 9 січня 1938 року за звинуваченням у шпигунстві та створенні диверсійної організації на НПТМЗ. Засуджений 31 березня 1938 року до найвищої міри покарання (розстрілу). Розстріляний того ж дня у Дніпропетровську.
На його честь була названа вулиця в Нікополі (теперішня вулиця Івана Дубовика).